# Siphona pisinnia
Siphona pisinnia là một loài ruồi trong họ Tachinidae.